# Atletiek op de Olympische Zomerspelen 1924 – marathon mannen
De marathon voor mannen op de Olympische Zomerspelen 1924 vond plaats op 13 juli 1924. De start en finish vonden plaats in het Stade olympique Yves-du-Manoir in Colombes, een voorstad van Parijs. Het parcours had een lengte van 42,195 km. In totaal namen 58 atleten deel uit 20 landen, waarvan er 30 finishten. De wedstrijd werd met overmacht gewonnen door de Fin Albin Stenroos in 2:41.22,6. Hij versloeg de Italiaan Romeo Bertini, die tweede werd in 2:47.19,6.

## Records
| Wereldrecord     | 2:32.35,8 | Hannes Kolehmainen | FIN | Antwerpen | 22 augustus 1920 |
| Olympisch record | 2:32.35,8 | Hannes Kolehmainen | FIN | Antwerpen | 22 augustus 1920 |

## Uitslag
| rang | naam                    | land | tijd      |
| ---- | ----------------------- | ---- | --------- |
| 1    | Albin Stenroos          | FIN  | 2:41.22,6 |
| 2    | Romeo Bertini           | ITA  | 2:47.19,6 |
| 3    | Clarence DeMar          | USA  | 2:48.14,0 |
| 4    | Lauri Halonen           | FIN  | 2:49.47,4 |
| 5    | Sam Ferris              | GBR  | 2:52.26,0 |
| 6    | Manuel Plaza            | CHI  | 2:52.54,0 |
| 7    | Boughera El Ouafi       | FRA  | 2:54.19,6 |
| 8    | Gustav Kinn             | SWE  | 2:54.33,4 |
| 9    | Dionisio Carreras       | ESP  | 2:57.18,4 |
| 10   | Jüri Lossman            | EST  | 2:57.54,6 |
| 11   | Axel Jensen             | DEN  | 2:58.44,8 |
| 12   | Jean-Baptiste Manhès    | FRA  | 3:00.34,0 |
| 13   | Jack Cuthbert           | CAN  | 3:00.44,6 |
| 14   | Victor McAuley          | CAN  | 3:02.05,4 |
| 15   | Marcel Alavoine         | BEL  | 3:03.20,0 |
| 16   | Frank Wendling          | USA  | 3:05.09,8 |
| 17   | Arthur Farrimond        | GBR  | 3:05.15,0 |
| 18   | Frank Zuna              | USA  | 3:05.52,2 |
| 19   | Harry Phillips          | RSA  | 3:07.13,0 |
| 20   | Auguste Broos           | BEL  | 3:14.03,0 |
| 21   | Waldemar Karlsson       | SWE  | 3:14.21,4 |
| 22   | Tullio Biscuola         | ITA  | 3:19.05,0 |
| 23   | Billy Churchill         | USA  | 3:19.18,0 |
| 24   | Mohammed Ghermati       | FRA  | 3:20.27,0 |
| 25   | Chuck Mellor            | USA  | 3:24.07,0 |
| 26   | Pierre-Georges LeClercq | BEL  | 3:27.54,0 |
| 27   | Jack McKenna            | GBR  | 3:30.40,0 |
| 28   | Antal Lovas             | HUN  | 3:35.34,0 |
| 29   | Mahadeo Singh           | IND  | 3:37.36,0 |
| 30   | Elmar Reimann           | EST  | 3:40.52,0 |
| —    | Alberto Cavallero       | ITA  | DNF       |
| —    | Alexandros Kranis       | GRE  | DNF       |
| —    | Angelo Malvicini        | ITA  | DNF       |
| —    | Bobby Mills             | GBR  | DNF       |
| —    | Ralph Williams          | USA  | DNF       |
| —    | Belisario Villacís      | ECU  | DNF       |
| —    | Boris Honzátko          | TCH  | DNF       |
| —    | Cornelis Brouwer        | NED  | DNF       |
| —    | Duncan Wright           | GBR  | DNF       |
| —    | Ernest Leatherland      | GBR  | DNF       |
| —    | Ernesto Alciati         | ITA  | DNF       |
| —    | Félicien Van De Putte   | BEL  | DNF       |
| —    | Georges Verger          | FRA  | DNF       |
| —    | Gabriel Ruotsalainen    | FIN  | DNF       |
| —    | Gerard Steurs           | BEL  | DNF       |
| —    | Iraklis Sakellaropoulos | GRE  | DNF       |
| —    | Emil Kalous             | TCH  | DNF       |
| —    | Hannes Kolehmainen      | FIN  | DNF       |
| —    | Josef Eberle            | TCH  | DNF       |
| —    | Kikunosuke Tashiro      | JPN  | DNF       |
| —    | Pál Király              | HUN  | DNF       |
| —    | Shizo Kanakuri          | JPN  | DNF       |
| —    | Teun Sprong             | NED  | DNF       |
| —    | Ettore Blasi            | ITA  | DNF       |
| —    | Vilho Hietakari         | FIN  | DNF       |
| —    | Vyron Athanasiadis      | GRE  | DNF       |
| —    | Ville Kyrönen           | FIN  | DNF       |
| —    | Yahei Miura             | JPN  | DNF       |

Mannen:
1896 ·
1900 ·
1904 ·
1908 ·
1912 ·
1920 ·
1924 ·
1928 ·
1932 ·
1936 ·
1948 ·
1952 ·
1956 ·
1960 ·
1964 ·
1968 ·
1972 ·
1976 ·
1980 ·
1984 ·
1988 ·
1992 ·
1996 ·
2000 ·
2004 ·
2008 ·
2012 ·
2016

Vrouwen:
1984 ·
1988 ·
1992 ·
1996 ·
2000 ·
2004 ·
2008 ·
2012 ·
2016